# Миколай Кшиштоф Радзивілл
Михайло Казимир Радзивілл (лит. Mikalojus Kristupas Radvila, пол. Mikołaj Krzysztof Radziwiłł; 14 серпня 1665 — 2 червня 1715) — державний діяч Великого Князівства Литовського Речі Посполитої.

## Життєпис
Походив з литовського магнатського роду радзивіллів, гілки Несвізько-Олицької. Старший син великого канцлера литовського Кароля Станіслава Радзивілла і Анни Катерини Санґушко. Народився у 1695 році у місті Біла Підляська. Здобув гарну домашню освіту під орудою матері. У 1710-х роках стає підстолієм великим литовським, отримує староство члухувське. Втім 1715 року раптово помер.